# Германска демократическа партия
Немска демократична партия (ДДП, от немски: Deutsche Demokratische Partei или DDP), e лява либерална партия по време на Ваймарската република. Произлезла през 1918 г. от ФФП (Немска народна партия за напредък / от нем.: Deutsche Fortschrittliche Volkspartei или FVP – представител на долната и средната част на средната класа от 1910 до 1918 г.).
През 1918 г. в резултат на Ноемврийската революция ФФП е преобразува в ДДП.